# Machadocara gongylioides
Machadocara gongylioides là một loài nhện trong họ Linyphiidae.
Loài này thuộc chi Machadocara. Machadocara gongylioides được František Miller miêu tả năm 1970.